# Гюмри, Абдеррахим
Абдеррахим Гюмри (араб. عبد الرحيم الغومري‎; 21 мая 1976, Сафи — 19 января 2013) — марокканский бегун на длинные дистанции.

## Биография
Впервые на международной арене выступил в 1995 году, когда принял участие в чемпионате мира по кроссу, в котором занял 25 место в индивидуальном первенстве среди юниоров. В 2000 и 2001 годах становился победителем кроссового пробега Eurocross в Дикирхе. На мировом первенстве в Эдмонтоне бежал дистанцию 10 000 метров, на которой занял 16-е место. Выиграл бронзовую медаль на чемпионате мира по кроссу 2002 года в командном первенстве, а также занял 7-е место в индивидуальной гонке. Принял участие в чемпионате мира по полумарафону 2003 года, на котором занял 12-е место. Занял 10-е место в беге на 5000 метров на чемпионате мира 2003 года в Париже.
На Олимпийских играх 2004 года бежал дистанцию 5000 метров, с результатом 13.47,27 занял 13-е место. Победитель 10-километрового пробега BOclassic в 2006 году. Выиграл серебряную медаль на мировом первенстве по кроссу в Момбасе в командном первенстве. На Олимпиаде в Пекине бежал марафонскую дистанцию на которой занял 20-е место. На мировом первенстве в Берлине не смог финишировать в марафоне. В 2007—2008 годах владел рекордом Марокко в марафонском беге.
Является рекордсменом Марокко на дистанции 10 000 метров в помещении — 27.52,62.
Погиб в автокатастрофе на трассе между городами Темара и Рабат 19 января 2013 года.

## Достижения
- 2-е место на Лондонском марафоне 2007 года — 2:07.41
- 2-е место на Нью-Йоркском марафоне 2007 года — 2:09.16
- 3-е место на Лондонском марафоне 2008 года — 2:05.30
- 2-е место на Нью-Йоркском марафоне 2008 года — 2:09.07
- 2-е место на Чикагском марафоне 2009 года — 2:06.04
- 3-е место на Филадельфийском полумарафоне 2010 года — 1:01.33
- Победитель Сеульского марафона 2011 года — 2:09.11